# Wipper (dopływ Soławy)
Wipper – rzeka przepływająca przez kraj związkowy Saksonia-Anhalt, w Niemczech, lewy dopływ Soławy.
Rzeka bierze swój początek w południowo-wschodniej części gór Harzu, niedaleko Harzgerode. Całkowita długość rzeki wynosi 85 km. Wipper uchodzi do Soławy nieopodal miejscowości Bernburg. Większe miasta leżące nad rzeką Wipper to Hettstedt, Aschersleben i Güsten.